# Megateri
Els megateris (Megatherium) són un gènere de mamífer xenartre extint de la família dels megatèrids. Se n'han trobat restes fòssils a Sud-amèrica, d'on n'eren endèmics. Van viure des del Pliocè superior fins al Plistocè. Les seves dimensions només eren superades per uns pocs mamífers terrestres, incloent els mamuts i el paracerateri.